# Sistema di numerazione cirillico
I numerali cirillici erano un sistema numerico derivato dall'alfabeto cirillico, usato dalle popolazioni slave meridionali ed orientali. Questo sistema venne usato in Russia, fino al XVIII secolo, quando Pietro il Grande lo abolì rimpiazzandolo col sistema numerico occidentale.

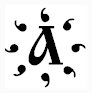
1 000 000 nel sistema cirillico

Il sistema era quasi-decimale, basato sul sistema di numerazione greco e scritto con i corrispondenti grafemi dell'alfabeto cirillico. Una lettera separata veniva assegnata ad ogni unità (1, 2, ... 9), ad ogni multiplo di dieci (10, 20, ... 90), e ad ogni multiplo di cento (100, 200, ... 900). I numeri venivano scritti come pronunciati, per la maggior parte da sinistra verso destra, con l'eccezione dei numeri da 11 a 19. Questi numeri erano pronunciati e scritti da destra verso sinistra, perché nella lingua parlata venivano formati in maniera particolare. Ad esempio, 17 veniva formato e pronunciato come sem-na-dzat ("sette-su-dieci"). Per traslitterare i numerali cirillici nel sistema dei numeri arabi usato in occidente bisogna sommare tutte le figure.
Per distinguere i numeri dal testo veniva disegnato un titlo sopra le cifre. Se i numeri superavano il migliaio, veniva usato uno speciale segno per indicare mille ҂ sopra la figura, e le migliaia venivano allora espresse con una lettera che rappresenta le unità. Per i numeri superiori al milione veniva utilizzato il simbolo   ҉ in combinazione con un numero che, sovrapposto al carattere, viene moltiplicato per un milione. Il simbolo è rappresentato in Unicode come "Combining Cyrillic Millions Sign" (U+0489) e scritto in HTML usando l'entità &#1161;.
Esempi:
- - 1706
- - 7118 (anni dalla Creazione, equivalenti al 1610 DC)

I numerali glagolitici funzionavano similmente, con l'eccezione che i valori numerici erano assegnati alle lettere secondo l'ordine alfabetico proprio dell'alfabeto glagolitico, piuttosto che assegnati in base all'ordine numerico dell'alfabeto greco.